# Jemenitské sdružení
Jemenitské sdružení (hebrejsky: התאחדות התימנים, Hitachdut ha-Tejmanim) je bývalá izraelská politická strana existující od roku 1923, která měla na přelomu 40. a 50. let 20. století zastoupení v Knesetu.

## Okolnosti vzniku a ideologie strany
Strana byla založena roku 1923 jako politické sdružení jemenitských Židů v tehdejší mandátní Palestině. Zúčastnila se voleb roku 1949, přičemž obdržela 1,0 % hlasů (v absolutních číslech pro ni hlasovalo 4 399 voličů, čímž o 53 hlasů překročila práh pro vstup do parlamentu) a získala jednoho poslance, kterým se stal Zecharija Gloska.
Navzdory přílivu nových jemenitských přistěhovalců do Izraele v rámci Operace Létající koberec se straně nepodařilo většinu těchto nových voličů oslovit a ve volbách roku 1951 získala jen 1,2 % hlasů a opět pouze jeden poslanecký mandát, který obdržel Šim'on Garidi. Dne 10. září 1951 se strana sloučila se stranou Všeobecní sionisté. Aliance ale nevydržela a po čtyřech letech, 26. června 1955 Šim'on Garidi ohlásil, že odchází a znovu zakládá samostatný poslanecký klub Jemenitského sdružení. Tento krok ale nebyl v Knesetu uznán. Ve volbách roku 1955 strana kandidovala samostatně, ale získala pouze 0,3 % hlasů a do parlamentu nepronikla. Znovu se o voličské hlasy ucházela ve volbách roku 1959 pod názvem Jemenitská frakce, ale zisk 0,2 % ji opět postavil mimo parlament. Strana neúspěšně předložila samostatné kandidátní listiny i ve volbách roku 1973 (0,2 % hlasů) a volbách roku 1988 (0,0 % hlasů).